# بش‌دام
بش‌دام (به ترکی آذربایجانی: Beşdam) یک منطقهٔ مسکونی در جمهوری آذربایجان است که در شهرستان سیاه‌زن واقع شده‌است. بش‌دام ۶۹۱ نفر جمعیت دارد.